# Geschlechtsvormundschaft
Geschlechtsvormundschaft (lateinisch cura sexus) ist ein Rechtsbegriff, der die Beschränkung von Frauenrechten in einer Gesellschaft bezeichnet und als wichtigstes Merkmal des Familien-Patriarchalismus gilt. Dabei geht es um die rechtliche Unselbständigkeit (Heteronomie) oder rechtlich bedingte Einschränkungen der Selbständigkeit (Autonomie) von Frauen. Bei Geschlechtsvormundschaft kann eine Frau ihre Rechte nicht in gleicher Weise wie ein Mann wahrnehmen, sondern bedarf eines männlichen Beistands oder Vormunds und muss die Führung ihrer Geschäfte gegebenenfalls vollständig einem Mann überlassen.
Je nach rechtlicher Ausgestaltung kann die Geschlechtsvormundschaft in einer großen Bandbreite von Regelungen in verschiedenen Rechtsgebieten unterschiedlich stark oder schwach ausgestaltet sein. Bei einer starken Ausgestaltung kann sie dem Vormund generelle Vollmachten im Sinne einer Vormundschaft erteilen, die der Vormund auch gegen den Willen des Mündels umsetzen kann. Sie kann auch schwächer ausgestaltet sein als vom Mündel auszuwählende Beistandschaft, in der Form einer Geschlechtsbeistandschaft oder Geschlechtskuratel.

## Weltweite Entwicklung
Auch wenn Geschlechtsvormundschaft in vielen Ländern heute nicht mehr im Rechtssystem verankert ist, etwa betreffend ein Wali als Heiratsvormund nach Maßgabe des islamischen Rechts, so prägen die zugrundeliegenden Traditionen, soziale Normen, Moralvorstellungen und das Rechtsempfinden vielfach noch immer Geschlechterrollen und Geschlechtshabitus.
In etlichen Ländern der Welt sind bis heute in den Rechtssystemen noch stärker oder schwächer ausgeprägte Varianten der Geschlechtsvormundschaft vorhanden.

„Die Wahrnehmung und Thematisierbarkeit elementarer Unrechtserfahrungen von Frauen als Menschenrechtsverletzungen aber ist vor allem deshalb so schwierig, weil ihre Nichtanerkennung als Gleiche oder Träger von Rechten, die Zurücksetzung, Bevormundung, Entwürdigung der Frauen, die Verletzung ihrer körperlichen Integrität in vielen, fast allen Kulturen selbstverständlicher Bestandteil des Geschlechterarrangements und damit der Frauenrolle sind. Kulturelle Traditionen, Gewohnheiten und Alltagsroutinen legitimieren oft selbst die Gewaltsamkeit dieser Verhältnisse als Recht. Dabei gibt es auffällige Gemeinsamkeiten bei den Leid- und Unrechtserfahrungen von Frauen. […] es ist gerade der private, rechtsfreie Raum, der so fest und tief in historische Traditionen und kulturelle Eigenarten eingepaßt ist.“

## Entwicklung in Europa
Wie in vielen Ländern weltweit hat die Geschlechtsvormundschaft auch in Europa eine lange Tradition von der griechischen und römischen Antike über das Mittelalter bis in die Neuzeit. Sie bildete sich unter zahlreichen Schüben und Gegenschüben erst allmählich zurück, wobei die unterschiedlichen Rechtssysteme sehr verschiedene Regelungen und Entwicklungen mit hoher Variationsbreite entstehen ließen.
Im antiken Griechenland wurde die Geschlechtsvormundschaft als Institut und Rechtsbegriff erstmals voll entwickelt und bestand auch in der römischen Antike fort.
Im Mittelalter gab es in etlichen Rechtssystemen keine Geschlechtsvormundschaft, etwa im Sachsenspiegel, Schwabenspiegel, im Magdeburgischen Recht, im bayerischen und fränkischen Recht und in mehreren städtischen Statuen. Auch wo es sie weiterhin gab, wurde sie vielfach abgemildert. Abgelöst wurde sie im 12. Jahrhundert von der Trauung durch die Kirche und die eheliche Geschlechtsvormundschaft, genannt Ehevogtei. Auch wenn es formal eine Geschlechtsvormundschaft gab, waren die Auswirkungen auf den Alltag der Frauen gering, da es in der Regel nur wenige Situationen gab, in denen eine Zustimmung des Vormundes erforderlich war.
Mit zunehmender Durchsetzung des Gleichheitsgrundsatzes verschwand die Geschlechtsvormundschaft erst zwischen Ende des 19. bis Ende des 20. Jahrhunderts vollständig aus dem Recht. Besonders die Sonderform der ehelichen Geschlechtsvormundschaft hatte in Europa lange Bestand (vgl. auch Gleichberechtigungsgesetz).
In der Schweiz wurde 1882 durch ein Bundesgesetz die Geschlechtsvormundschaft aufgehoben. Die nichtverheirateten Frauen erhielten dadurch die volle Rechts- und Handlungsfähigkeit. Die verheirateten Frauen erlangten die vollständige rechtliche Gleichstellung erst mit dem neuen Eherecht von 1988.

## Tabuisierung und Beginn der Erforschung
Mit der Zurückdrängung der Geschlechtsvormundschaft wurde die lange Tradition zugleich ab Mitte des 19. Jahrhunderts weitgehend tabuisiert und ist deshalb bis heute beispielsweise nicht in den Handwörterbüchern zur deutschen Rechtsgeschichte zu finden.
Die systematische Erforschung der Geschlechtsvormundschaft seit der Aufklärung begann erst Ende des 20. Jahrhunderts.